# Earcandy Five
Earcandy Five är ett studioalbum från 1995 av den svenska hårdrocksgruppen Black Ingvars. Låtarna är covers.

## Låtlista
1. Vem tänder stjärnorna?
2. Vindens melodi
3. Whole Lotta Engberg
  1. Genom vatten och eld
  2. Världens bästa servitris
  3. 100%
  4. Fyra Bugg & en Coca Cola
4. Ljus och värme (Lys og varme)
5. Natten har tusen Ögon
6. Du gav bara löften
7. Tusen bitar (Tusind stykker)
8. Sofia Dansar Go-Go
9. Mjölnarens Iréne
10. Karlstads Collage
11. Du gamla, du fria
12. Jag drömmer om en jul hemma (White Christmas)
13. Sjömansjul på Hawaii
14. Ritsch Rap (Fillibombombom)

## Listplaceringar
| Lista (1995-1996) | Topplacering |
| ----------------- | ------------ |
| Sverige           | 23           |

### Fotnoter
1. ↑  ”Earcandy Five”. Swedishcharts. 25 februari 1995. http://www.swedishcharts.com/showitem.asp?interpret=Black+Ingvars&titel=Earcandy+5&cat=a. Läst 15 november 2014.